# Gasparia parva
Gasparia parva là một loài nhện trong họ Toxopidae.
Loài này thuộc chi Gasparia. Gasparia parva được miêu tả năm 1970 bởi Raymond Robert Forster.